# Fløjstrup (Randers Kommune)
 Denne artikel omhandler byen Fløjstrup (Randers Kommune). Der er også andre byer med dette navn, se Fløjstrup.
Fløjstrup er en lille landsby og et ejerlav beliggende på Djursland ca. 17 km. sydøst for Randers og 42 km. vest for Grenaa. Den har omkring 70 indbyggere med de tilhørende bebyggelser Fløjstrup Kær og Fløjstrup Mark. Byen ligger i Hørning Sogn på nær nogle enklaver (der oprindeligt efter udskiftningen tilhørte gården Kirkegaard) i Virring Sogn. Begge sogne ligger i Randers Kommune og hører således til Region Midtjylland. Fra 1970 til 2006 hørte byen til Sønderhald Kommune. Efter delingen af Sønderhald Kommune i 2006 kom Fløjstrup til at ligge som Randers Kommunes yderste punkt mod sydøst tæt på både Norddjurs Kommune (nabobyerne Vester Alling og Fausing) og Syddjurs Kommune (Sjellebro ved Allingåen). Nærmeste større byer er Auning og Assentoft, begge beliggende ca. 9 km væk mod hhv. nordvest og nordøst.
Fløjstrups beboere har en togvogn, Vognen, som forsamlingshus.

## Geografi

### Landskab
Fløjstrup er landskabsmæssigt placeret ved et bakkeparti, Fløjstrup Bakker med toppe op til 61 m. (Møllehøj). Bakkerne er den østligste del af en østvest-gående bakkekam, der adskiller tunneldalen med Allingåen mod syd og dalstrøgene med Brusgård Møllebæk/Hovbækken/Hals Sø og Oksenbækken mod nord. Øst for Fløjstrup Bakker løber Oksenbækken ud i Allingåen. Selve landsbyen ligger på sydsiden af Fløjstrup Bakker tæt op ad Allingåen. På dette sted er ådalen så smal, at der kun er ca. 400 m. i fugleflugt til landsbyen Vester Alling på sydsiden af åen.
Langs Oksenbækken nord og øst for bakkerne er der brede engdrag med højde under 5 m. De har præg af at være ældre havbund med tydelige kystskrænter og er egentlig en forlængelse af Kolindsund. Det meste af den oprindelige landsbys agerjord ligger på det højere liggende landskab vest for bakkerne.
Landsbyens indeklemte placering mellem bakker og å medførte, at der efter udskiftningen i forbindelse med landboreformerne fandt en kraftigt udflytning sted, så der i dag bor lige så mange indbyggere i de udflyttede områder, Fløjstrup Kær mod nord og Fløjstrup Mark mod vest, som i selve landsbyen.

### Infrastruktur
Byens færdselsåre er den gamle bygade, der i dag hedder Fløjstrupvej. Mod vest har denne forbindelse til Primærrute 21 i nærheden af Sjellebro og til Moeskær. Forbindelsen til Vester Alling i øst er over Ny Rævebro lige over for Vester Alling, hvor Allingådalen er smallest. Endelig går Fløjstrupvej mod nord fra byen tværs over bakkerne forbi Fløjstrup Kær og over engdragene langs Oksenbækken mod Fausing. Herved er Fløjstrup for mange bilister en gennemfartsby fra Øster/Vester Alling mod Randers eller fra Fausing mod Aarhus. Ved det yderste tørre land 500 m øst for Ny Rævebro ligger Rævebro, der oprindelig var den eneste tørre forbindelse over Allingåen. Hertil er der kun forbindelse ad grusveje.
Der har tidligere, indtil starten af 1980'erne, været busforbindelse gennem Fløjstrup til Randers, men i dag er der ingen kollektiv trafik gennem Fløjstrup. Nærmeste busforbindelse til Randers er i Hørning 4 km. væk eller Fausing 4 km. væk på primærrute 16. Nærmeste busforbindelse til Århus er i Ring 6 km. væk på primærrute 563.
Fløjstrup forsynes af elnetforsyning gennem Elro Net. I selve landsbyen er der stadig luftledninger som den eneste lokalitet i området. Både på Fløjstrup Mark og Fløjstrup Kær er elkablerne gravet ned i de seneste årtier.
Fløjstrup har sit eget vandværk, der leverer til selve landsbyen. De fleste husstande på Fløjstrup Mark og Fløjstrup Kær har egen vandforsyning. Husstandene har egne septiktanke til spildevand med nedsivning eller udledning til åen.

## Historie

### Forhistorie
Der findes ved Fløjstrup tegn på bosættelser andre steder omkring Fløjstrup Bakker end den nuværende landsby. På et "næs" i Fløjstrup Kær, Dyrholmen, har man fundet en boplads fra Ertebøllekulturen, den periode, hvor de laveste dele af landet, og dermed også Fløjstrup Kær, var dækket af hav.
Ved det højestliggende område i Fløjstrup Bakker, ved Møllehøj, har Randersegnens Amatørarkæologer siden slutningen af 1990'erne udgravet på en boplads fra jernalderen. Her har der ligget flere bebyggelser i en periode på 250 år, fra 150 fvt. til 100 evt., dvs. den sidste del af førromersk jernalder og den ældste del af romersk jernalder.
Bebyggelserne er specielle ved, at man i flere omgange har bygget ovenpå resterne af tidligere huse. Ved udgravningerne her har man også fundet rester af boplads helt tilbage fra stenalderen.
Bakkerne ved Fløjstrup har således været beboet i romersk jernalder, men må sandsynligvis siden være blevet affolket. Rundt om Fløjstrup findes flere bynavne, der ender på -ing (Alling, Fausing, Virring, Hørning), og det viser, at disse byer er grundlagt i germansk jernalder eller tidligere. Derimod viser bynavnet Fløjstrup (betyder Fløjs torp efter mandsnavnet Fløj el.lign.), at denne landsby tidligst er blevet etableret i vikingetiden som en udflytterby.
Bosættelsen i Fløjstrup må altså være yngre end germansk jernalder, selvom der i bakkerne har været en boplads i tidlig romersk jernalder. Der er ca. 900 år mellem de yngste tegn på bosættelse i bakkerne (år 100) og det tidspunkt, man formoder de ældste torp-navne stammer fra (år 1000).

### Middelalderen. Selvstændigt sogn
Den nuværende landsby, grundlagt i den tidlige middelalder, har op til landboreformerne bestået af 6 større gårde og 3 mindre. Formodentlig har gårdene oprindeligt haft selveje, men er efterhånden blevet fæstegårde, og har været genstand for både arv og handler mellem forskellige herremænd. Således kom tre af gårdene i Fløjstrup til at tilhøre Niels Lavesen Brock på Gl. Estrup ved et skifte i 1529, og omkring 1730 har Gl. Estrups herremand ejet hele byen.
Op igennem middelalderen har Fløjstrup By udgjort et selvstændigt sogn, og byens kirke, der nævnes i 1406, har ligget i den østlige ende af byen.
Essenbæk Kloster ved Assentoft har været ejer af kirken og en gård, i 1424 omtalt som præstens rette sædegård. Denne gård, senere kaldet Kirkegaard, er ret godt dokumenteret med kilder. Ved reformationen i 1536 overgik klostrets gods til kronen, og Kirkegaard blev herefter administreret under Dronningborg Len.
Fløjstrup og Virring Sogne er på et tidspunkt lagt under samme præsteembede. Omkring 1550 blev Fløjstrup Sogn nedlagt og kirken nedrevet. Formodentlig er resterne af Fløjstrup Kirke anvendt ved byggerier på enten Gl. Estrup eller Rosenholm, som begge blev udbygget som renæssancebygninger i denne periode, som man ofte betegner som herremændenes storhedstid. Begge steder er der tegn på, at man har brugt gamle kirkekvadre i byggeriet, især i fundamenterne.
Fløjstrup Sogn blev lagt ind under Hørning Sogn på nær Kirkegaard, der blev lagt under Virring Sogn. I 1610 mageskiftede Eske Brock på Gl. Estrup sig til herligheden af Kirkegaard, som i de næste 250 år tilhørte Gl. Estrup, mens præsten i Virring stadig modtog landgilden fra gården.

### Under Hørning Sogn. Landboreformerne
Gårdene i byen har indtil udskiftningen af landsbyen været drevet ved trevangsbrug, som det har været normalt i dette område. Vangene har ligget især mod vest på Fløjstrup Mark og på skråningerne fra Fløjstrup Bakker ned mod engene langs Oksenbækken, men også de fladeste dele af bakkerne har været dyrkede. De mest kuperede dele af bakkerne har ikke kunnet dyrkes, og sandsynligvis har landsbyen udnyttet dem som overdrev med græsning og svin på olden. I engene langs Allingåen og især langs Oksenbækken har man haft dyr på græsning og høslæt.
Fløjstrup By blev udskiftet i 1793. På grund af byens indeklemte beliggenhed mellem Allingåen og bakkerne har det ikke været muligt at lave en stjerneudskiftning
,
så efter udskiftningen har flere af gårdene kun haft en lille toft omkring sig inde i landsbyen. Gårdenes hovedlod har ligget vest for byen, overvejende som lange nordsyd-gående jordstykker på den sydvendte skråning på nordsiden af Allingåen. Derudover har gårdene haft et stykke af bakkerne nord for byen og engstykker langs med Oksenbækken.
Gårdenes placering inde i byen langt fra hovedloddet har været upraktisk, men da det var fæstegårde, har man ikke haft incitament til at udflytte gårdene. Men i perioden fra 1852-72 overgik de fleste af Gl. Estrups fæstegårde til selveje, og herefter kom udflytningen fra Fløjstrup i gang. Den første gård, Kirkegaard, var overgået til selveje i 1861, og den flyttedes ud på Fløjstrup Mark i 1873 efter først at have mageskiftet med en anden gård, så hovedloddet blev større. En anden gård, Elgårdsminde, blev bygget tæt ved Moeskær, efter at en række små jordlodder blev mageskiftet til et sammenhængende jordstykke i 1866. I løbet af de næste 50 år flyttede flere af gårdene ud på marken eller til Fløjstrup Kær, mange gange efter et mageskifte eller en opdeling af en gård. Af de oprindelige 12 beboelser i byen opstod der ved udflytningen 38, heraf de 30 med jord. I dag er der kun tre af de oprindelige ni gårde tilbage i landsbyen.
Den tidligere bygade er i dag præget af en nedlagt smedie samt delvist åbne marker på de tidligere tofter ned mod åen, men i de seneste 100 år er har der været en smule udbygning af byen mod øst med huse langs bakkerne og op i bakkerne.

### Efter udflytningen
I følge en lokal kilde fra 1934 har byen haft egen skole indtil 1820, og herefter har byens børn måttet gå i skole i Vester Alling. Dette har været upraktisk, fordi den eneste adgang til Vester Alling har været over Rævebro 1 km. øst for byen, og fordi Vester Allings skole har været drevet af et andet sogneråd. I 1890 besluttede sognerådet for Årslev-Hørning at bygge en ny skole på marken midt mellem Fløjstrup og Moeskær, så børnene fra Fløjstrup, Fløjstrup Kær og Moeskær havde nogenlunde lige lang skolevej. Den nye Fløjstrup Skole eksisterede indtil 1939, hvorefter børnene i Fløjstrup igen måtte tage længere væk, enten til Hørning eller til Vester Alling. I dag er de små landsbyskoler nedlagt og erstattet af større skoler i hhv. Assentoft, hvor børnene fra Fløjstrup går, og Auning.
Allingåens forløb havde oprindeligt en slyngning ved Fløjstrup. Omkring 1920 lavede man en uddybning og regulering af åen, så et lille engstykke i Fløjstrups ejerlav i dag ligger på den anden side af åen, forbundet med Fløjstrup By ved en lille bro over åen. Åens oprindelige forløb forbi Fløjstrup afsløres stadig af elletræer, hvor åen tidligere lå.
I 1960'erne etablerede man et afvandingsprojekt af de brede engarealer omkring Oksenbækken. Pumpelaget Oksenbækken uddybede bækken, anlagde et dige langs med Allingåen og et pumpehus ved Oksenbækkens udløb i Allingåen. Dette har betydet, at disse engarealer i dag er dyrkningstjenlige, mens de tidligere ofte var oversvømmede og kun kunne anvendes til høslæt og græsning. I engene langs Allingåen går man i dag den modsatte vej, idet man fra sommeren 2012 vil iværksætte et vådområdeprojekt over en 14 km lang strækning fra Robdrup til Vester Alling (Ny Rævebro).
Fløjstrup Bakker havde sandsynligvis tidligere karakter af overdrev og hede med svin på olden. I dag udnyttes bakkerne overvejende til plantagedrift og jagt. På et jordlod på 5 ha. lige nord for landsbyen ligger Fløjstrup Skydebane,
der oprindelig blev anlagt af Øster Alling Skyttelaug, men fra 1950'erne blev taget i brug af Hjemmeværnet som lejer. I 1961 købte Forsvarskommandoen hele jordloddet. Selve skydebanen udgør ca. 16% af arealet, mens resten er overdrev/hede og egekrat, som Naturstyrelsen i dag plejer.

## Fodnoter
1. ↑  Der er ingen officielle statistikker for indbyggertallet for Fløjstrup.
2. ↑  Kulturhistorie & Landskab Arkiveret 17. december 2014 hos  Wayback Machine, Øster Alling – og Vester Alling. Landskab, historie og bebyggelse (Webside ikke længere tilgængelig), marts 2009 for Norddjurs Kommune Arkiveret 24. oktober 2020 hos  Wayback Machine har flere beskrivelser og billeder af landskabet.
3. ↑  Randersegnens Amatørarkæologer Arkiveret 28. april 2012 hos  Wayback Machine, Udgravning KHM 2176 Fløjstrup Bakker Arkiveret 26. oktober 2013 hos  Wayback Machine, Helge Nielsen © 2012.
4. ↑  Randersegnens Amatørarkæologer Arkiveret 28. april 2012 hos  Wayback Machine, Udgravning KHM 2176 Fløjstrup Bakker, "Stenalder" Arkiveret 26. oktober 2013 hos  Wayback Machine, Helge Nielsen © 2012.
5. ↑  Wikipedias brugere, Danske stednavne, Wikipedia, Den frie encyklopædi, hentet 30 januar 2012.
6. 1 2  Carsten Porskrog Rasmussen, Fra Grenå til Viborg på egen jord, fra N. J. Israelsen m.fl., Gammel Estrup, Randers Amts Historiske Samfund (1993), ISBN 87-87416-36-0.
7. 1 2 3 4  Rasmus Mariager, bog om Hørning Sogn (1934), elektronisk ved Sønderhald Egnsarkiv Arkiveret 5. november 2013 hos  Wayback Machine
8. ↑  N. J. Israelsen, Rosenholms bygninger, fra N. J. Isralsen m.fl., Rosenholm, Randers Amts Historiske Samfund (1991), ISBN 87-87416-34-4.
9. ↑  Peter Bavnshøj, Kirkegaard, Dansk Landbrugsmuseum, Gl. Estrup (1993), ISBN 87-7526-131-6.
10. ↑  Peter Bavnshøj, s. 20.
11. ↑  En stjerneudskiftning ses i den nærliggende Hørning, der ligger med marker hele vejen rundt om byen. Af den grund er området langs primærrute 21 mellem Hørning (Randers Kommune), Moeskær og Krogsager stadig uden bebyggelse modsat f.eks. Fløjstrup Mark.
12. ↑  "Assentoft-skolen". Arkiveret fra originalen 29. juni 2007. Hentet 20. januar 2021.
13. ↑  "Auning Skole". Arkiveret fra originalen 7. juli 2007. Hentet 20. januar 2021.
14. ↑  Naturstyrelsen, Vådområdeprojekt i Alling Ådal Arkiveret 4. juli 2014 hos  Wayback Machine, opdateret 17/01/2012.
15. ↑  Miljøministeriet * Skov- og Naturstyrelsen og Hjemmeværnskommandoen (2005), Fløjstrup Skydebane, Drifts- og plejeplan 2005-19 Arkiveret 7. april 2017 hos  Wayback Machine, ISBN 87-7279-680-4.

56°24′39.5″N 10°16′05″Ø / 56.410972°N 10.26806°Ø